# 宮崎県道302号高鍋美々津線
宮崎県道302号高鍋美々津線（みやざきけんどう302ごう たかなべみみつせん）は、宮崎県児湯郡高鍋町から日向市に至る一般県道である。

## 概要
児湯郡川南町から児湯郡都農町にかけては日豊本線と並走する。

### 路線データ
- 起点：児湯郡高鍋町大字持田（宮崎県道19号石河内高城高鍋線交点）
- 終点：日向市美々津町（宮崎県道51号中野原美々津線交点）

## 歴史
- 1995年（平成7年）3月31日 - 宮崎県告示第431号[1]により路線認定される。
- 2017年（平成29年）9月28日 - 東都農工区が開通[2]。

## 地理

### 通過する自治体
- 児湯郡高鍋町
- 児湯郡川南町
- 児湯郡高鍋町
- 児湯郡都農町
- 日向市

### 交差する道路
| 交差する道路                  | 市町村名 | 市町村名 | 交差する場所 | 交差する場所     |
| ----------------------------- | -------- | -------- | ------------ | ---------------- |
| 宮崎県道19号石河内高城高鍋線  | 児湯郡   | 高鍋町   | 大字持田     | 起点             |
| 国道10号                      | 児湯郡   | 高鍋町   | 大字持田     | 高鍋町俵橋交差点 |
| 宮崎県道304号木城高鍋線       | 児湯郡   | 高鍋町   | 大字持田     |                  |
| 宮崎県道364号川南港線         | 児湯郡   | 川南町   | 大字平田     | 通山小前交差点   |
| 宮崎県道307号尾鈴川南停車場線 | 児湯郡   | 川南町   | 大字平田     |                  |
| 宮崎県道310号都農停車場線     | 児湯郡   | 都農町   | 駅前         | 都農駅前交差点   |
| 宮崎県道366号東都農停車場線   | 児湯郡   | 都農町   | 大字川北     |                  |
| 国道10号                      | 日向市   | 日向市   | 美々津町     | 宮の下交差点     |
| 宮崎県道51号中野原美々津線    | 日向市   | 日向市   | 美々津町     | 終点             |

### 交差する鉄道
- 日豊本線

### 沿線
- 川南町立通山小学校
- JR九州日豊本線
  - 川南駅 - 都農駅 - 東都農駅
- 日向市立寺迫小学校
- 日向市立美々津小学校